# Alexander Gruszynski
Alexander Gruszynski (ur. 19 czerwca 1950 r. w Warszawie) – polsko-amerykański operator filmowy.
Syn dr Zofii (neurologa) i Krzysztofa (poety i dramaturga, 1925-1992) Gruszczyńskich. Po ukończeniu XVIII Liceum Ogólnokształcącego im. Jana Zamoyskiego w Warszawie wyemigrował wraz z rodzicami do Danii. Tam też studiował w National Film School of Denmark.
W branży filmowej aktywnie obecny od 1976 roku, kiedy to stworzył zdjęcia do dokumentalnego filmu pt. Your Neighbor's Son w reżyserii Jørgena Flindta Pedersena i Erika Stephensena. W 1985 roku przeprowadził się do Stanów Zjednoczonych. Aktualnie jest członkiem Amerykańskiego Towarzystwa Operatorów Filmowych (American Society of Cinematographers, ASC).
Za zdjęcia do filmu Jenny (1997) podczas Bodil Awards w 1978 roku zdobył Nagrodę Specjalną.
Pracował m.in. przy filmach: Wstrząsy (Tremors, 1990), Ich troje (Threesome, 1994), Władca ksiąg (The Pagemaster, 1994), Szkoła czarownic (The Craft, 1996), Klub 54 (54, 1998), Pięć palców (Five Fingers, 2006), Nancy Drew i tajemnice Hollywood (Nancy Drew, 2007), Barefoot (2014). Jest stałym współpracownikiem reżysera i scenarzysty Andrew Fleminga.
W 2005 roku zadebiutował jako reżyser filmu akcji Czarny świt (Black Dawn) ze Stevenem Seagalem obsadzonym w roli głównej.